# Friday Night Funkin'

Boyfriend

Friday Night Funkin', vaak afgekort tot FNF, is een open-source donationware ritmespel voor het eerst uitgebracht in 2020 voor een game jam. Het spel werd ontwikkeld door een team van vier Newgrounds gebruikers, Cameron "Ninjamuffin99" Taylor, David "PhantomArcade" Brown, Isaac "kawaisprite" Garcia en evilsk8r. Het spel deelt een aantal gameplay-functies met Dance Dance Revolution en PaRappa the Rapper, hoewel het esthetische invloeden ontleent aan Flash-games. Het spel is gecrediteerd met het drijven van gebruikers terug naar Newgrounds, een site waarvan de populariteit piekte in de vroege jaren 2000.
Het spel bevat een rooster dat over het algemeen personages van externe media op de Newgrounds-site bevat.
Het spel draait om het spelerpersonage "Boyfriend", die een verscheidenheid aan personages moet verslaan in zang- en rapwedstrijden om zijn liefdesinteresse, "Girlfriend" te daten. Gameplay draait om het indrukken van de noten in een bepaald patroon (meestal gelijk aan dat van de tegenstander) terwijl wordt voorkomen dat de gezondheid (HP) voor de duur van het nummer opraakt.
Het spel werd in eerste instantie gemaakt voor de Ludum Dare 47 game jam in oktober 2020. Een volledige versie op Kickstarter met de titel Friday Night Funkin': The Full Ass Game staat gepland voor release begin 2022.

## Gameplay
Friday Night Funkin' is een ritmespel waarin de speler meerdere niveaus moet passeren, aangeduid als "weken", elk met drie nummers. Elke week staat de speler tegenover een andere tegenstander, hoewel sommigen hier qua structuur van afwijken door meerdere tegenstanders op te nemen. Tijdens het spelen zingt de tegenstander een patroon van noten (weergegeven als pijlen) die de speler vervolgens moet spiegelen met behulp van de pijltoetsen of de W-, A-, S- en D-toetsen. Sommige nummers introduceren meer gecompliceerde patronen, waarbij het patroon van de speler soms varieert van dat van de tegenstander of beide zangers die een duet aangaan. Voor elke week heeft de speler de mogelijkheid om een van de drie problemen te selecteren: Easy, Normal of Hard. Naarmate de moeilijkheidsgraad toeneemt, neemt de snelheid van binnenkomende pijlen toe en worden de patronen van pijlen complexer. De hoge score van de speler voor elke week op elke moeilijkheidsgraad wordt bijgehouden en weergegeven in de bovenhoek van het selectiescherm van de week.
Het spel bevat twee verschillende spelmodi: een verhaalcampagne waarin nummers lineair worden gespeeld en een "free play"-modus die een gratis selectie van een van de muziektracks van het spel mogelijk maakt.
Als de speler al zijn gezondheid verliest, wordt Boyfriend oftewel de speler 'geblueballed', wat gelijkstaat aan een game over.

## Bazen
- Week 1 - Daddy Dearest
- Week 2 - Skid en Pump
- Week 3 - Pico
- Week 4 - Mommy Mearest
- Week 5 - Daddy Dearest en Mommy Mearest
- Week 6 - Senpai en Spirit
- Week 7 - Tankman

## Ontwikkeling
Ninjamuffin99 stelde een klein team van Newgrounds-makers samen om een eerste Friday Night Funkin'-prototype te ontwikkelen als een inzending voor Ludum Dare 47 in oktober 2020, die slechts een handvol muziektracks bevatte en menu's miste. Ondanks het rudimentaire ontwerp kreeg het prototype onverwacht succes, wat leidde tot veel verzoeken voor een volledig spel. Als reactie hierop beweerde Ninjamuffin99 plannen te hebben om het spel uit te breiden.
Ninjamuffin99 zou deze demo later bijwerken op 1 november 2020, die verschillende extra menu's en opties toevoegde, evenals "Week 2", een extra gevecht. De interesse in het spel groeide, met het snel groeien in bekendheid op Newgrounds omdat het aanzienlijke aandacht had gekregen via platforms zoals YouTube, Twitter, TikTok en Twitch. De soundtrack van componist Kawai Sprite is gratis beschikbaar gesteld op Bandcamp en Spotify.
In februari 2021 vroeg Ninjamuffin99 Nintendo om zijn game te laten porten op de Nintendo Switch. Zijn verzoek werd echter afgewezen, wat volgens hem kwam omdat het spel onvolledig was.
Week 7 werd uitgebracht als een getijde exclusief op Newgrounds. Wegens de toename van verkeer dit veroorzaakte aan Newgrounds, crashte de plaats en was niet beschikbaar voor verscheidene dagen. De game beëindigde zijn wekelijkse update na week 7, waarbij de ontwikkelaars zich in plaats daarvan concentreerden op het werken aan de volledige game, getiteld Friday Night Funkin': The Full Ass Game.

### Modding

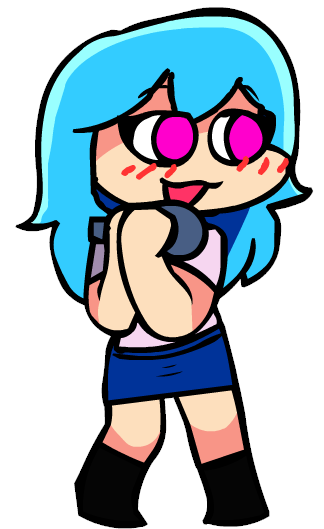
Sky

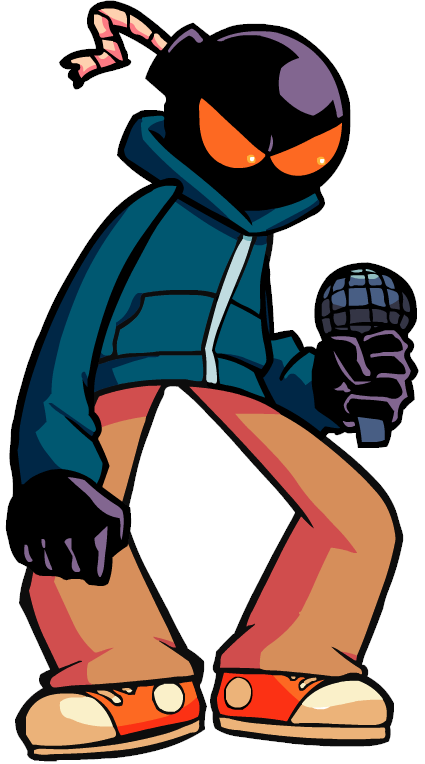
Whitty

De game heeft een actieve modding-community vanwege de open-source release, waardoor door fans gemaakte inhoud kan worden gebruikt. Als gevolg hiervan krijgt het volledige spel mod-ondersteuning met behulp van het Polymod-framework.En wordt vaak de kade engine gebruikt. De populairste mods zijn: Sky, Agoti, Whitty, Tricky, Tabi, Bob and Bossip. Dat waren een paar voorbeelden van mods. In mods kun je vaak ook je instelling veranderen, dus inplaats van WASD of de pijltjes, kan je ook bijvoorbeeld DFJK instellen. Mods zijn ook vaak moeilijker dan het echte spel, en daarom is het ook een stuk interessanter om Mods te spelen. Mods zijn er in groot aantal en ook met veel verschillende onderwerpen. Ze variëren van onderwerp. Ze kunnen over tekenfilms en games gaan, maar ze kunnen ook verzonnen zijn. Sommige mods, zoals Doki Doki Takeover kunnen zelfs detecteren of er filmsoftware aanstaat.

## Kickstarter
In april 2021 kondigden de ontwikkelaars plannen aan om later deze maand een Kickstarter-project te lanceren om van de demo een volledige game te maken. Op 18 april werd een Kickstarter voor de volledige versie van het spel uitgebracht onder de naam Friday Night Funkin': The Full Ass Game en het bereikte binnen enkele uren zijn doel van $60.000. Kickstarter haalde uiteindelijk meer dan $2 miljoen op.